# Alberto Martins
Alberto de Sousa Martins, né à Guimarães le 25 avril 1945, est un homme politique portugais membre du Parti socialiste (PS) et anciennement ministre de la Justice.

## Personnel
Issu d'une famille liée au secteur textile du bassin industriel de la vallée de l'Ave (Guimarães), il est licencié en droit de l'Université de Coimbra et avocat de profession.
Il est par ailleurs l'auteur de Nouveau droit des citoyens (1994) et Droit à la citoyenneté (2000).

## Politique
En 1969, il devient président de l'Association académique de Coimbra (AAC), un syndicat étudiant fondé en 1887. Cette même année, il est emprisonné à la suite d'une révolte étudiante.
Il est élu député à l'Assemblée de la République pour la première fois aux élections législatives de 1987, et a été sans cesse réélu. Le 27 septembre 2009, il obtient son septième mandat dans le district de Porto.
Il a présidé la commission des Affaires constitutionnelles, des Droits, des Libertés et des Garanties de l'Assemblée de la République entre 1995 et 1999.
Le 28 octobre 1999, Alberto Martins est nommé ministre de la Réforme de l'État et de l'Administration publique dans le XIVe gouvernement constitutionnel, conduit par le Premier ministre socialiste António Guterres.
Le Parti social-démocrate (PSD) de José Manuel Durão Barroso ayant remporté les élections législatives anticipées du 17 mars 2002, il quitte son poste le 8 avril suivant.
Après la victoire du Parti socialiste aux législatives anticipées du 20 février 2005, Alberto Martins devient président du groupe parlementaire socialiste, qui détient pour la première fois la majorité absolue à l'Assemblée de la République.
Il est remplacé par Francisco Assis le 18 octobre 2009, à la suite des élections du 27 septembre. Huit jours plus tard, il fait son retour au gouvernement au poste de ministre de la Justice. Il est remplacé par Paula Teixeira da Cruz le 21 juin 2011.